# 雙圓棋
雙圓棋，是流傳於福建龙岩市等地的兩人棋類，類似西瓜棋、銅錢棋，但前者棋點、棋子都較多。

## 棋具
- 棋盤為圓形中兩條直線交叉，圓心交叉處畫一個小圓形，在大小圓的圓周上下左右朝內各劃一個圓弧，組成三十三個棋點。

- 雙方各執十二子，以顏色區分敵我。

## 規則
- 棋子皆放在棋點，置於最靠近己方圓周的十二個點。

- 每人一著。棋子皆須需沿線移至鄰近的空棋點，如果因此包圍使敵棋不得動彈，就將該敵棋其移除棋盤不再使用。

- 將敵方棋數消滅至兩枚以下獲勝[1]。